# Max Klinger

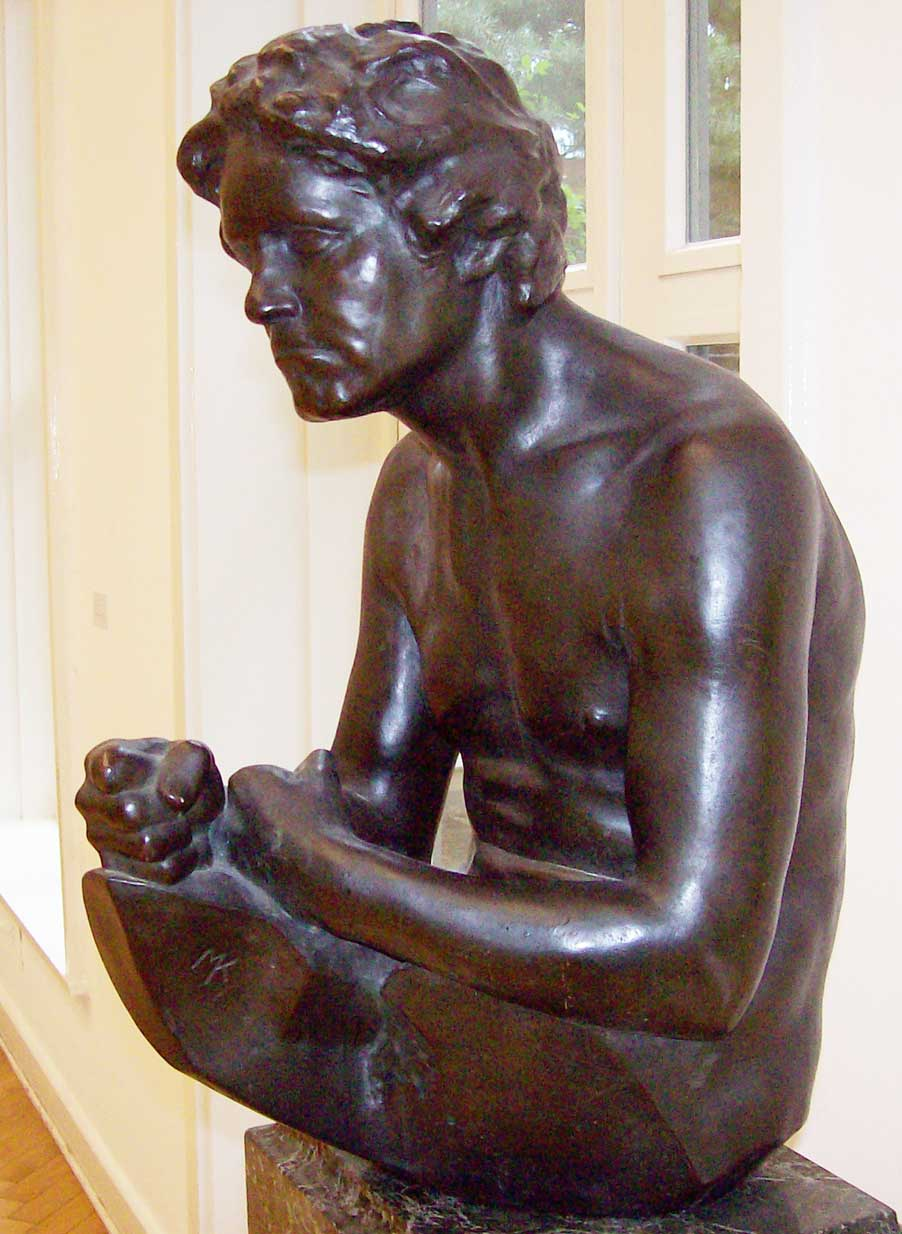
Estàtua de Beethoven (1902)

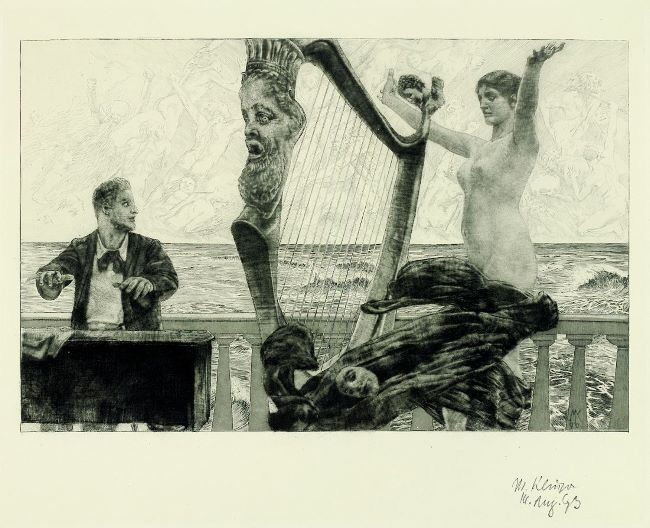
Fantasia sobre Brahms de Max Klinger (1890-1894)

Max Klinger (Leipzig, 1857 - Grossjena, 1920) fou un pintor, escultor i artista gràfic alemany.

## Biografia
Va estudiar a l'Escola de Belles Arts de Karlsruhe, i del 1883 al 1886 visqué a París, del 1886 al 1888 a Berlín i del 1888 al 1893 a Roma (on es va deixar influir pel Renaixement italià i l'antiguitat clàssica). Va ésser deixeble de Karl Gussow a Berlín i va treballar a l'estudi d'Arnold Böcklin.
El seu treball va tindre una profunda influència en Giorgio de Chirico, Edvard Munch i Max Ernst.

## Curiositats
L'asteroid 22369 Klinger fou nomenat així en el seu honor.